# Semele (planten)
Semele is een geslacht uit de aspergefamilie. De soorten komen voor op de Canarische Eilanden en Madeira.

## Soorten
- Semele androgyna
- Semele gayae
- Semele menezesii